# Schlacht um New Georgia
Südliche Salomonen

1942

Tulagi –
Guadalcanal

1943

Operation I –
Operation Vengeance –
Operation SO und SE
Zentral-Salomonen

1943

New Georgia –
Kula-Golf –
Kolombangara –
Vella-Golf –
Dogeared –
Vella Lavella –
Operation SE
Nördliche Salomonen

1943–1945

Treasury-Inseln –
Choiseul –
Kaiserin-Augusta-Bucht –
Bougainville –
Green Islands
Die Schlacht um New Georgia (Operation Toenails) war eine Schlacht im Rahmen des Pazifikkrieges im Zweiten Weltkrieg. Sie fand vom 20. Juni 1943 bis 25. August 1943 statt und war Teil der Operation Cartwheel.

## Hintergrund
Die Japaner hatten New Georgia 1942 erobert und eine Luftwaffenbasis in Munda Point errichtet, von wo aus sie die Operationen in der Schlacht um Guadalcanal unterstützten. Ziel der alliierten Streitkräfte war, diese Basis auszuschalten und selbst für das weitere Vorgehen in den Salomonen zu nutzen.

## Planung
Admiral Richmond K. Turner teilte seine Kräfte in zwei Gruppen: Die Gruppe West, die Rendova, Munda Point und Enogai, später auch Kolombangara, einnehmen sollte; die Gruppe Ost, die auf Wickham, Segi Point und Viru landen sollte.
Als erstes sollte die Insel Rendova eingenommen werden, um dort eine vorgeschobene Basis zu bilden, von der aus die Hauptinvasion gestartet und unterstützt werden konnte. Gleichzeitig sollten mit Landungen bei Segi Point, Wickham Anchorage auf der südöstlich gelegenen Insel Vangunu und Viru Harbour die Nachschublinien gesichert werden.
In der zweiten Phase, der Hauptinvasion, sollte mit einer Landung in der Nähe von Munda Point dieser eingenommen werden. Zudem sollte mit einer Landung bei Enogai Point und der Eroberung von Bairoko der Nachschub der Japaner von Kolombangara nach Munda Point unterbrochen werden.

## Verlauf

### Landung bei Segi Point/Lambeti
Am 20. Juni 1943 bemerkten die Amerikaner, dass sich die Japaner Richtung Lambeti in Marsch setzten. Obwohl die Landung erst für 30. Juni geplant war, reagierte Admiral Turner sofort, um den Platz für das geplante Flugfeld zu sichern. Am nächsten Tag landeten zwei Kompanien des 4. Marine-Raider-Bataillons und am übernächsten zwei Kompanien Infanterie. Da sich die japanische Armee sofort zurückzog, ging dies ohne Widerstand der Japaner vor sich. Die Amerikaner konnten schon bald mit dem Bau eines Flugfeldes beginnen, von dem bereits ab dem 12. Juli Luftunterstützung für die weiteren Operationen gegeben werden konnte.

### Landung auf Rendova Island
Am 30. Juni um 7:00 Uhr begannen die Amerikaner von sechs Transportern und acht Zerstörern aus mit der Landung von etwa 5000 Mann auf Rendova Island, von der die Japaner vollkommen überrascht wurden. Eine japanische Einheit mit etwa 140 Mann konnte rasch überwältigt werden. Noch am selben Tag erreichte der Brückenkopf eine Tiefe von einem Kilometer.
Die Gegenwehr der Japaner beschränkte sich den ganzen Vormittag auf Artilleriefeuer von Munda Point aus. Erst gegen Mittag konnten sie mit Luftangriffen antworten, wobei das Flaggschiff von Admiral Turner, das Transportschiff McCawley von einem Torpedo beschädigt wurde. Es musste später versenkt werden. Bei einem weiteren Luftangriff zwei Tage später wurden die amerikanischen Landungstruppen schwer getroffen. Sie hatten 30 Tote und 200 Verletzte zu beklagen, außerdem wurde ein Treibstofflager zerstört. Vier Tage nach der Landung starteten die Japaner noch einen Luftangriff mit 16 Bombern, die aber alle verloren gingen.

### Landung bei Wickham Anchorage/Vura
Die Landung am 30. Juni 1943 bei Wickham Anchorage gestaltete sich weit schwieriger. Berichte, dass die Japaner die Landungsbereiche besetzten, veranlassten die Amerikaner umzuplanen und die Stoßtruppen bereits vor Tagesanbruch an Land zu bringen. Sie sollten die Japaner beim Hafen angreifen. Schwerer Regen und starker Wind reduzierten die Sicht beinahe auf Null, was die Landung sehr erschwerte. Einige Truppenteile landeten an den falschen Stellen und mussten wieder auf die Landungsboote und zu den richtigen Stellen gebracht werden.
In den nächsten vier Tagen gelang es jedoch mit Artillerieunterstützung die Japaner aus Vura zu vertreiben.

### Landung bei Zanana/Munda Point

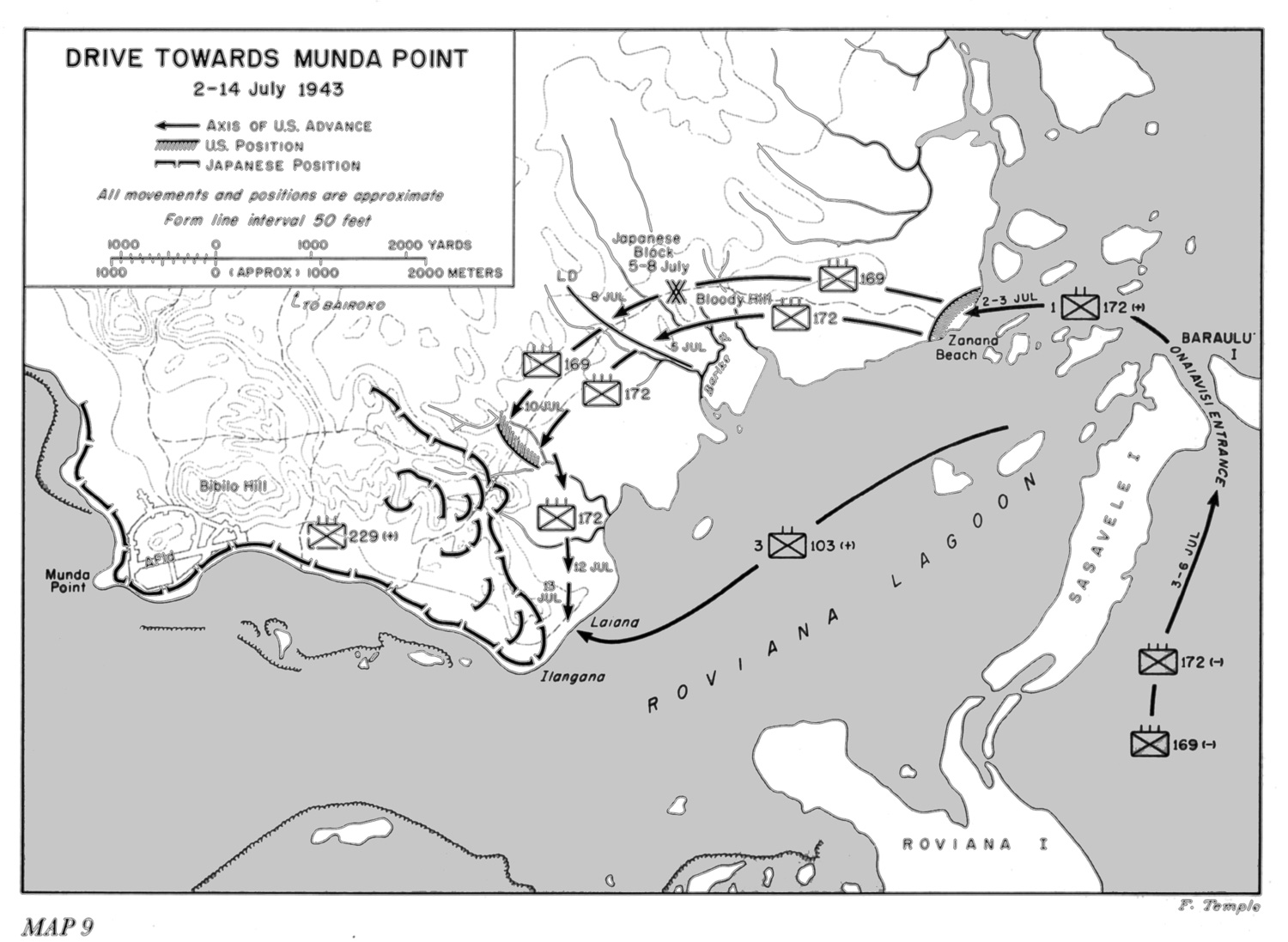
Vorstoß auf Munda Point

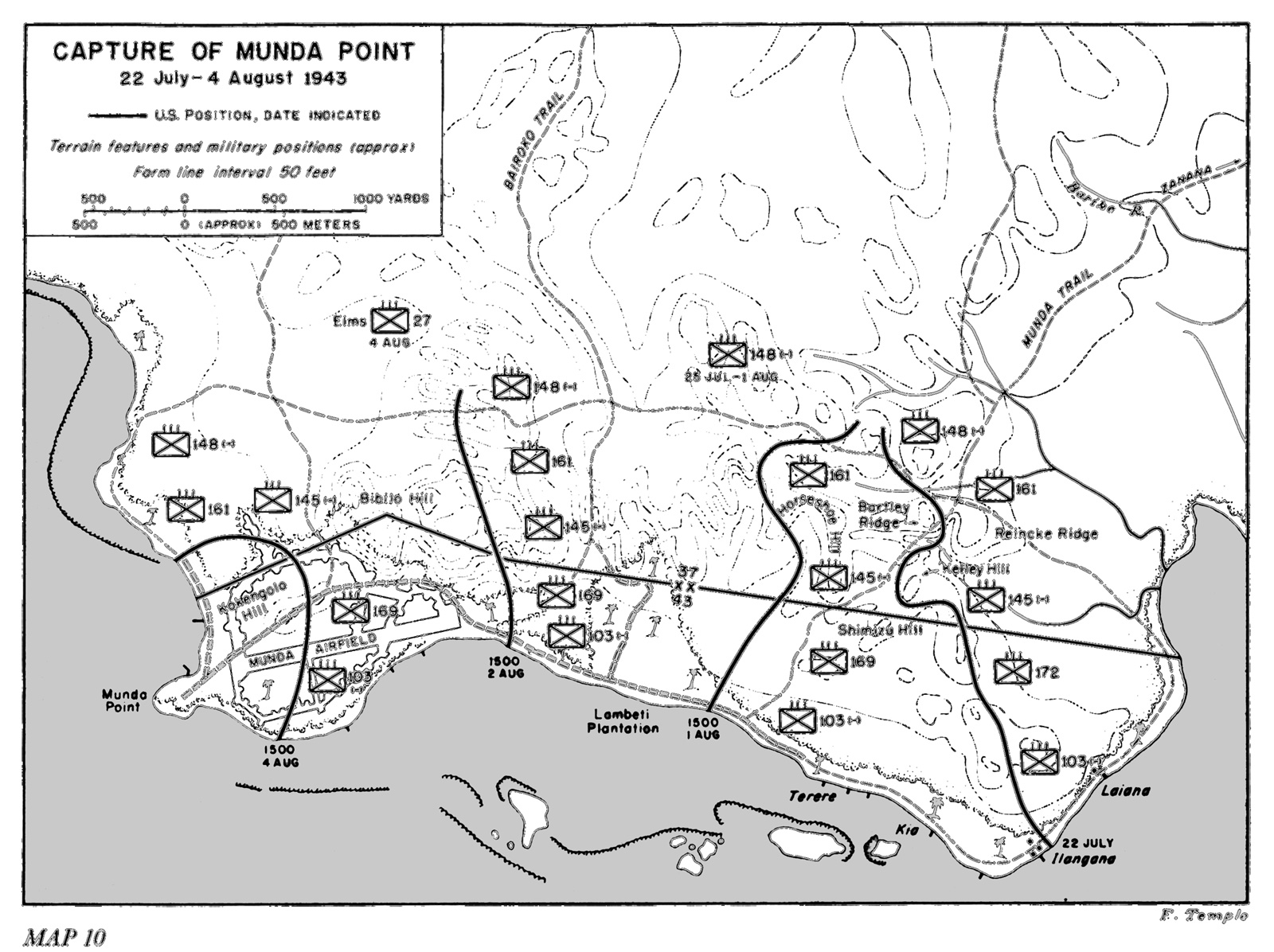
Eroberung des Munda Point Flugfeldes

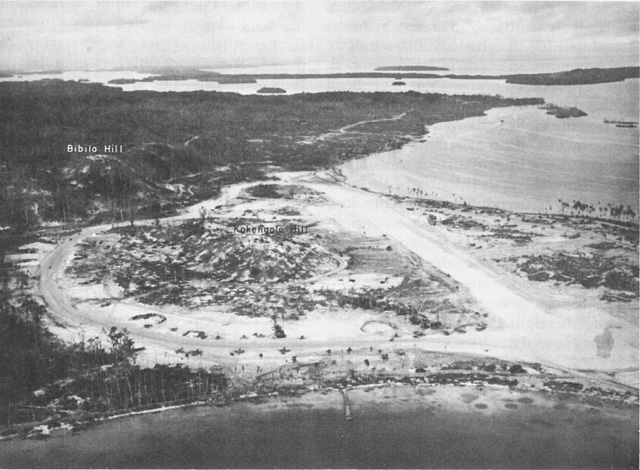
Das Ziel: Munda Point Flugfeld

Die Hauptlandung fand bei Zanana, einige Kilometer östlich von Munda Point statt. Sie begann am 2. Juli; am 6. Juli waren alle Streitkräfte an Land gebracht.
Der Plan zur Eroberung von Munda Point war einfach. General Hester plante einen Vormarsch von Zanana zum Barike-Fluss, etwa 3 Meilen entfernt. Von dort sollten die Infanterieregimenter (das 169. im Hinterland und das 172. an der Küste) Richtung Munda vorstoßen und zuerst die Hügel und dann das Flugfeld erobern. Doch der einzige Weg durch den Regenwald war ein schmaler Fußweg von Zanana Richtung Norden und dann nach Westen. Er wand sich zwischen Bergrücken und war durch versteckte japanische Stellungen geschützt. Für die amerikanischen Truppen, denen nur schlechte Landkarten zur Verfügung standen, war es schwierig, sich im Regenwald zurechtzufinden.
Das 172. Infanterieregiment erreichte den Barike-Fluss ohne größere Schwierigkeiten, aber das 169. erhielt eine brutale Einführung in den Dschungelkampf. Die Soldaten des Regiments erlebten einen anstrengenden Tag, als sie den einheimischen Führern durch den Regenwald folgten. In der Nacht wurden sie immer wieder von japanischen Gegenangriffen heimgesucht und die amerikanischen Truppen verbrachten eine schlaflose Nacht. Am nächsten Tag setzten sie ihren Vormarsch fort und stießen auf ein japanisches Widerstandsnest. Erhöht angebrachte Maschinengewehre stoppten den Vormarsch. Direkte Angriffe gegen die versteckten japanischen Stellungen brachten nur eigene Verluste. Man versuchte nun die Japaner mit Granatwerfern zu bekämpfen. Am nächsten Tag wurden die japanischen Positionen gestürmt und der Vormarsch zum Barike-Fluss fortgesetzt.
Nach stundenlangem Beschuss der vermuteten japanischen Stellungen begann am 9. Juli der zweite Teil der Operation. Trotz des langsamen Vorwärtskommens hatten die Amerikaner Schwierigkeiten mit dem Nachschub, da die Bemühungen, eine Straße von Zanana zur Front zu bauen, nur sehr langsam vorankamen. So musste der Nachschub an Munition, Lebensmittel und Wasser zur Front und die Verwundeten zurückgetragen werden. Die Hälfte der Truppen war damit beschäftigt.
General Hester versuchte die Nachschublinien zu verkürzen und errichtete 3 km westlich von Munda Point einen neuen Brückenkopf. Gleichzeitig versuchte das 169. Regiment, die Höhen nördlich von Munda zu erobern. Das Vorgehen erinnerte an den Ersten Weltkrieg. Nach dem Beschuss durch Artillerie kletterte die Infanterie durch Granattrichter, um die japanischen Maschinengewehre in den Unterständen anzugreifen. Auch die Höhe der Verluste und das geringe Vorwärtskommen (oft nur einige Meter) waren ähnlich. Nach mehreren Gefechtstagen waren die Amerikaner nur einige hundert Meter vorangekommen.
Die Bodenoperationen lagen weit hinter dem Zeitplan. Die amerikanische Führung entschied, dennoch keine neuen Angriffe vorzutragen, solange sich die Nachschubsituation nicht verbessert hatte und die Truppen nicht verstärkt waren.
Die neue Offensive begann am 25. Juli mit fünf Regimentern. Der Hauptangriff richtete sich gegen den Bibilo-Hügel nördlich von Munda. Die Vorgehensweise änderte sich aber nicht. Die Unterstände der Japaner mit ihren Maschinengewehren mussten einer nach dem anderen nach Artilleriebeschuss von Infanterie erobert werden.
Das Ende der Schlacht kam aber dann doch schneller als erwartet. Am 3. August wurde das Flugfeld eingeschlossen und am 4. August fiel der Bibilo-Hügel. Am nächsten Tag überrannten die Amerikaner Munda.

### Landung bei Rice Anchorage/Enogai Point

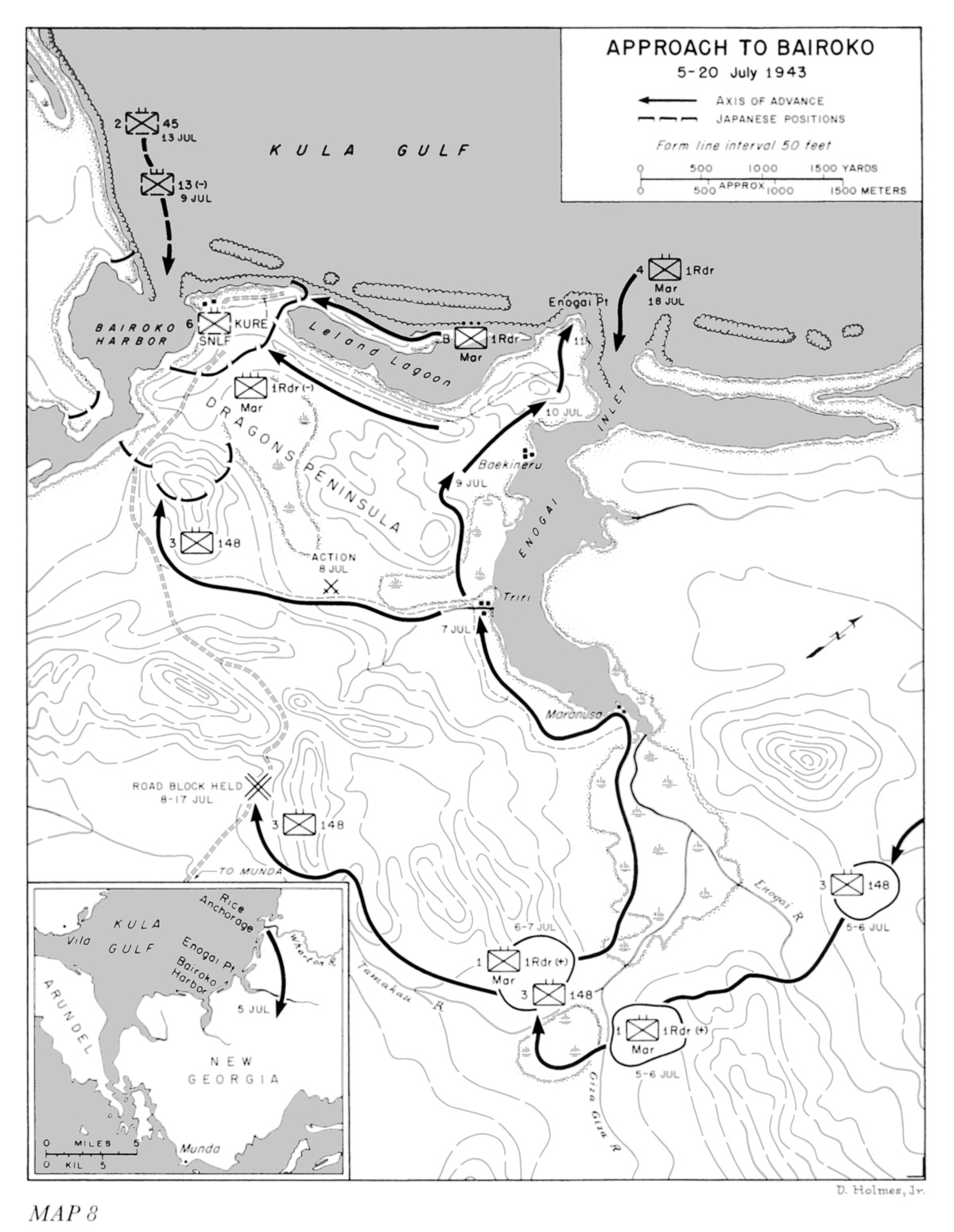
Vorstoß auf Bairoko

In der Nacht vom 4. auf den 5. Juli landeten die Truppen aus Guadalcanal kommend an der Mündung des Pundakona-Flusses östlich von Enogai. Im Morgengrauen begannen sie ihren Vorstoß Richtung Enogai, das etwa 9 km Luftlinie entfernt war. Am 10. Juli kam es zu heftigen Gefechten bei Triri und Enogai. Unter hohen Verlusten konnten die gelandeten Truppen die Bucht von Enogai erobern. Am 20. Juli begannen die Amerikaner den Angriff auf Bairoko. Nachdem sie schwere Verluste erlitten hatten, mussten sie sich zurückziehen, was den Japanern weiterhin ermöglichte, Nachschub aus Kolombangara zu liefern. Bairoko konnte erst am 25. August mit Unterstützung von Truppen aus Munda Point erobert werden.

### Abschließende Operationen
In den folgenden Wochen wurden noch einige der kleineren Inseln rund um New Georgia, wie Baanga und Arundel, erobert. Auch diese Operationen dauerten aufgrund des erbitterten Widerstandes länger als erwartet.

## Nachbetrachtung
Obwohl diese Operationen schlussendlich erfolgreich durchgeführt werden konnten, galt die Insel bis Oktober noch nicht als gesichert, da die versprengten japanischen Truppen immer wieder Angriffe starteten. Das Flugfeld bei Munda Point wurde das meistbenutzte der Amerikaner auf den Salomonen.